# Enpuku-ji (Nara)
Le Enpuku-ji (円福寺) est un temple bouddhiste situé dans la ville d'Ikoma, préfecture de Nara au Japon.

## Histoire
L'histoire officielle du Enpuku-ji tient que le temple est établi au cours des années Tenpyo-Shoho de 749 à 757 par le fameux moine Gyōki (行基), mais l'origine du temple n'est cependant pas claire. Aujourd'hui, en conséquence des nombreux incendies au cours des siècles, seul un grand bâtiment datant de l'époque Muromachi (en 1371) subsiste du Enpuku-ji original.

## Biens culturels importants
Le Enpuku-ji possède deux biens culturels importants :
- Le hon-dō (bâtiment principal), construit en 1371
- Le hōkyōintō (type de pagode en pierre), made en 1293

## Sources
- Enpuku-ji,
- Nihon Kotsu Kosha, Nara, Nihon Kotsu Kosha, 1984, p.138.

## Source de la traduction
- (en) Cet article est partiellement ou en totalité issu de l’article de Wikipédia en anglais intitulé « Enpuku-ji (Nara) » (voir la liste des auteurs).